# Luciano Vella
Luciano Germán Vella (Rosario, Provincia de Santa Fe, Argentina; 13 de abril de 1981) es un exfutbolista argentino. Jugaba como lateral por derecha y su primer equipo fue Newell's Old Boys. Su último club antes de retirarse fue Arsenal de Sarandí. Es hermano menor del también exfutbolista Cristian Vella.
Actualmente se dedica a administrar un geriátrico.

## Trayectoria
Luciano Vella debutó en la primera de Newell's Old Boys en 2002 y se afianzó en el equipo titular en 2004. Con el equipo de Rosario el defensor lateral fue campeón del Torneo Apertura 2004 compartiendo plantel con Justo Villar, Sebastián Domínguez, Fernando Belluschi, Guillermo Marino y Ariel Ortega, entre otros, y dirigidos por Américo Gallego.
En enero de 2006 Vella fue transferido al Cádiz de la Primera División de España. Sin embargo, no tuvo un paso exitoso por el equipo español ya que descendió en la temporada 2005-06 y no logró el ascenso en la 2006-07.
Tras una pésima experiencia en el fútbol rumano, para el Torneo Apertura 2009 el Tano regresó a Argentina para jugar en Independiente. A mediados de 2010 regresó al club que lo vio nacer, Newell's Old Boys.
En julio de 2011 fue fichado por River Plate para enfrentar la Primera B Nacional por primera vez en la historia del club. Al final de la temporada consiguió el esperado ascenso. A fines del 2012 el nuevo técnico de River Plate, Ramón Díaz, decidió no tenerlo en cuenta de cara a la próxima temporada. 
A mediados de 2013 finalizó su vínculo con el Millonario y se incorporó a Unión de Santa Fe. Tras una temporada en Santa Fe, llegó a mediados de 2014 como refuerzo del recién ascendido Defensa y Justicia con el objetivo de permanecer en la Primera División.
En febrero de 2016 se sumó a Arsenal de Sarandí, donde finalmente decidió colgar los botines y retirarse del fútbol un año y medio después.

## Estadísticas
- Actualizado al final de su carrera deportiva

| Club                         | Div.                | Temporada           | Liga | Liga | Copa Nacional | Copa Nacional | Copa Internacional | Copa Internacional | Total | Total |
| Club                         | Div.                | Temporada           | PJ   | G    | PJ            | G             | PJ                 | G                  | PJ    | G     |
| ---------------------------- | ------------------- | ------------------- | ---- | ---- | ------------- | ------------- | ------------------ | ------------------ | ----- | ----- |
| Newell's Argentina           |                     |                     |      |      |               |               |                    |                    |       |       |
| 1.ª                          | 2001/02             | 16                  | 2    | -    | -             | -             | -                  | 16                 | 2     |       |
| 1.ª                          | 2002/03             | 33                  | 0    | -    | -             | -             | -                  | 33                 | 0     |       |
| 1.ª                          | 2003/04             | 15                  | 0    | -    | -             | -             | -                  | 15                 | 0     |       |
| 1.ª                          | 2004/05             | 33                  | 2    | -    | -             | -             | -                  | 33                 | 2     |       |
| 1.ª                          | 2005/06             | 13                  | 1    | -    | -             | 2             | 0                  | 15                 | 1     |       |
| 1.ª                          | 2010/11             | 27                  | 0    | -    | -             | 6             | 0                  | 33                 | 0     |       |
| Total                        | Total               | 137                 | 5    | -    | -             | 8             | 0                  | 145                | 5     |       |
| Cádiz · España               |                     |                     |      |      |               |               |                    |                    |       |       |
| 1.ª                          | 2005/06             | 10                  | 0    | -    | -             | -             | -                  | 10                 | 0     |       |
| 2.ª                          | 2006/07             | 30                  | 2    | 1    | 0             | -             | -                  | 31                 | 2     |       |
| 2.ª                          | 2007/08             | 8                   | 0    | -    | -             | -             | -                  | 8                  | 0     |       |
| Total                        | Total               | 48                  | 2    | 1    | 0             | -             | -                  | 49                 | 2     |       |
| Vélez Sarsfield Argentina    |                     |                     |      |      |               |               |                    |                    |       |       |
| 1.ª                          | 2007/08             | 6                   | 0    | -    | -             | -             | -                  | 6                  | 0     |       |
| Total                        | Total               | 6                   | 0    | -    | -             | -             | -                  | 6                  | 0     |       |
| Rapid Bucarest · Rumania     |                     |                     |      |      |               |               |                    |                    |       |       |
| 1.ª                          | 2008/09             | 5                   | 0    | -    | -             | 1             | 0                  | 6                  | 0     |       |
| Total                        | Total               | 5                   | 0    | -    | -             | 1             | 0                  | 6                  | 0     |       |
| Independiente Argentina      |                     |                     |      |      |               |               |                    |                    |       |       |
| 1.ª                          | 2009/10             | 30                  | 0    | -    | -             | -             | -                  | 30                 | 0     |       |
| Total                        | Total               | 30                  | 0    | -    | -             | -             | -                  | 30                 | 0     |       |
| River Plate Argentina        |                     |                     |      |      |               |               |                    |                    |       |       |
| 2.ª                          | 2011/12             | 16                  | 0    | 2    | 0             | -             | -                  | 18                 | 0     |       |
| 1.ª                          | 2012/13             | 3                   | 0    | -    | -             | -             | -                  | 3                  | 0     |       |
| Total                        | Total               | 19                  | 0    | 2    | 0             | -             | -                  | 21                 | 0     |       |
| Unión Argentina              |                     |                     |      |      |               |               |                    |                    |       |       |
| 2.ª                          | 2013/14             | 35                  | 0    | 0    | 0             | -             | -                  | 35                 | 0     |       |
| Total                        | Total               | 35                  | 0    | 0    | 0             | -             | -                  | 35                 | 0     |       |
| Defensa y Justicia Argentina |                     |                     |      |      |               |               |                    |                    |       |       |
| 1.ª                          | 2014                | 10                  | 0    | 2    | 0             | -             | -                  | 12                 | 0     |       |
| 1.ª                          | 2015                | 5                   | 0    | 0    | 0             | -             | -                  | 5                  | 0     |       |
| Total                        | Total               | 15                  | 0    | 2    | 0             | -             | -                  | 17                 | 0     |       |
| Arsenal Argentina            |                     |                     |      |      |               |               |                    |                    |       |       |
| 1.ª                          | 2016                | 14                  | 0    | 1    | 0             | -             | -                  | 15                 | 0     |       |
| 1.ª                          | 2016/17             | 7                   | 0    | 3    | 0             | 0             | 0                  | 10                 | 0     |       |
| Total                        | Total               | 21                  | 0    | 4    | 0             | 0             | 0                  | 25                 | 0     |       |
| Total en su carrera          | Total en su carrera | Total en su carrera | 316  | 7    | 9             | 0             | 9                  | 0                  | 334   | 7     |

## Palmarés
| Título             | Club              | País      | Año    |
| ------------------ | ----------------- | --------- | ------ |
| Primera División   | Newell's Old Boys | Argentina | A-2004 |
| Primera B Nacional | River Plate       | Argentina | 2012   |